# Mai 1808
Cette page présente les faits marquants du mois de mai 1808.

## Événements

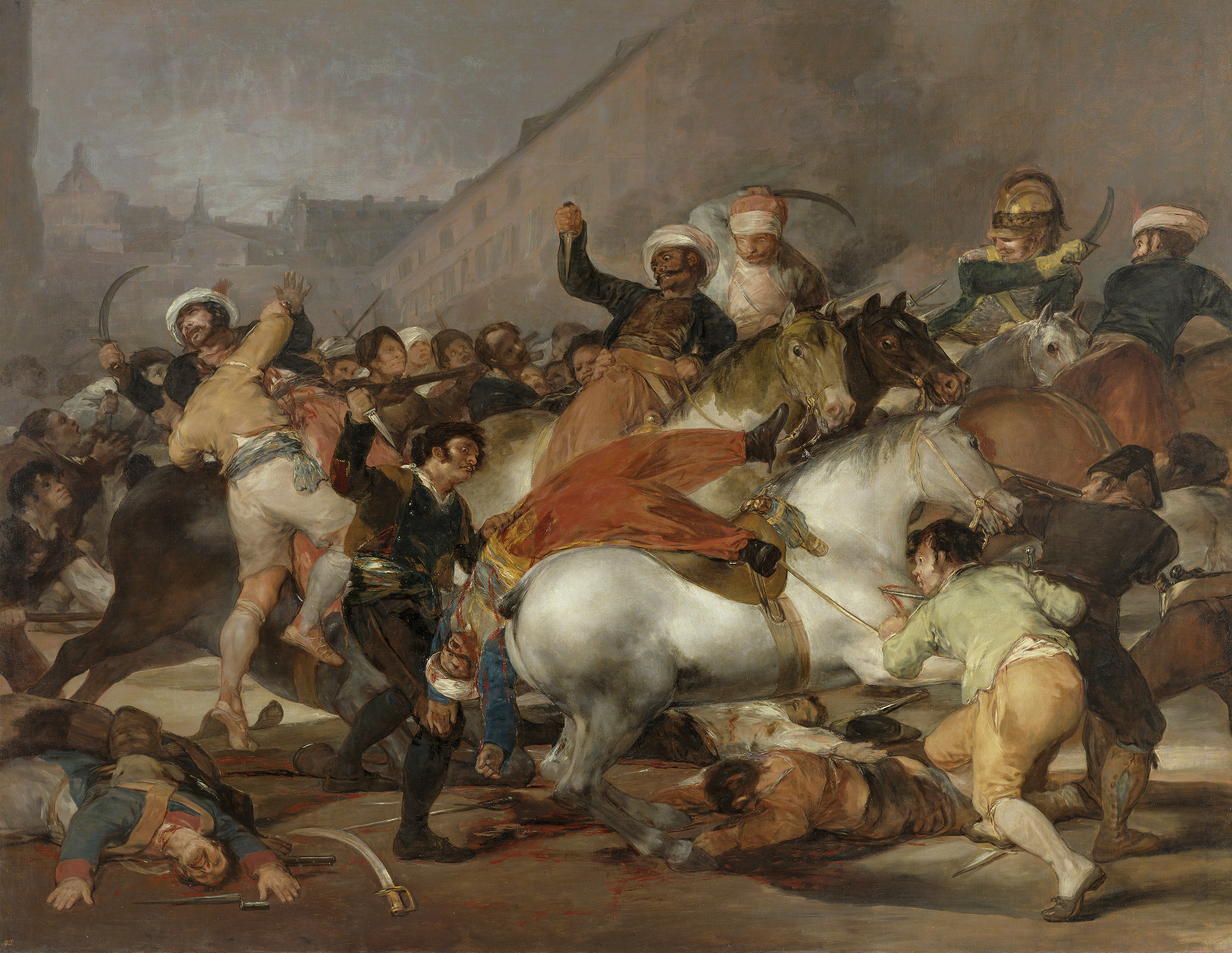
Le 2 mai 1808 (Dos de Mayo) : la charge des Mamelouks, de Francisco Goya

- Napoléon Ier reçoit à Bayonne une délégation de « ses » sujets Portugais. Il tient à leur égard des propos blessants (« Je ne sais ce que je vais faire de vous… Êtes-vous un peuple ?… Voulez-vous être espagnols ? »)[1].

- 2 mai : insurrection du Dos de Mayo[2] et début de la guerre de résistance espagnole (fin en 1814), provoquée par le mécontentement de la population espagnole après l'invasion de l'Espagne par les armées de Napoléon et l'installation de son frère Joseph comme roi. Le peuple de Madrid exaspéré par les troupes de Murat, se révolte aux cris de « Mort aux Français ». L’affrontement fait 200 morts français pour 500 à 1 000 espagnols, en tenant compte de la sanglante répression du 3 mai (Tres de Mayo, de Goya).

- 10 mai : l’Université de France obtient le monopole de l’enseignement[3].

- 11 mai : les ports pontificaux des Marches et Ancône sont attribués au royaume d'Italie[4].

- 16 mai : bataille d'Alvøen[5].

- 19 mai : rejet d'un projet de loi sur le salaire minimum au Royaume-Uni[6] ; des troubles sociaux éclatent à Manchester et dans le Lancashire à la suite de la hausse des prix (mai-juin)[7]. Face à la crise, l’opinion britannique commence à demander la paix. Des pétitions circulent. Le gouvernement résiste à la pression et l’agitation retombe, faute d’encadrement (prison ou exil des radicaux depuis la grande répression de 1798-1799).

- 24 mai : le duché de Parme et Plaisance et la Toscane sont réunis à l’Empire français[8].

- 24 - 30 mai, Espagne : le soulèvement est général, animé par le clergé et la noblesse espagnole. Il se manifeste par une guerre d’escarmouche menée par des paysans. Une junte insurrectionnelle se substitue dans chaque province aux autorités (à Oviedo le 25 mai)[9]. Fin juin, les juntes prennent contact avec le Royaume-Uni, qui leur accorde subsides et conseillers militaires.

- 28 mai, Canada : début de l'expédition de Simon Fraser vers le Pacifique par la rivière qui porte son nom[10].

## Naissances
- 22 mai : Gérard de Nerval, écrivain et poète romantique français († 26 janvier 1855).
- 25 mai : Jean de Naeyer, avocat et homme politique belge († 24 décembre 1875).

## Décès
- 5 mai : Pierre Jean Georges Cabanis (né en 1757), médecin, physiologiste et philosophe français.
- 28 mai : Laurent de Chazelles (né en 1724), agronome, magistrat et horticulteur français.